# Ervin-Zoltan Székely
Ervin-Zoltan Székely (n. 19 august 1957) este un deputat român în legislatura 1992-1996, ales în județul Bihor pe listele partidului UDMR. A fost reales în 1996 și în 2000. În perioada 2005-2008 a fost secretar de stat în Ministerul Sănătății. În legislatura 1996-2000, Ervin-Zoltan Székely a fost membru în grupurile parlamentare de prietenie cu Republica Federală Germania și Federația Rusă iar în legislatura 2004-2008 a fost membru în grupurile parlamentare de prietenie cu Bosnia și Herzegovina, Georgia și Republica Arabă Siriană. Din 2009, Ervin-Zoltan Székely  lucrează la Societate Română de Radiodifuziune. În prezent, Ervin-Zoltan Székely este redactor șef al Redacției Minorități. Ervin-Zoltan Székely a publicat patru cărți: Magyarázom a rendszerváltást (eseuri politice în limba maghiară) (Editura Maiko București 2000), Az Andropov terv (eseuri politice în limba maghiară) (Editura Maiko București 2003), A műember (roman satiric în limba maghiară) (Editura Maico București 2009), A feljelentés (roman în limba maghiară) (Editura Könyvmester, Oradea 2011).